# Битва за Сирт
Битва за Сирт — одно из сражений в ходе гражданской войны в Ливии, начавшееся в середине сентября 2011 года.

## Хронология событий

### Первая атака Сирта гражданскими батальонами из Мисраты (15 сентября)
15 сентября представитель Переходного Национального Совета Ливии Джаллал эль-Галал, сообщил, что западнее Сирта, отряды Национальной армии (бывших повстанцев) — конвой из 100 танков и 800 автомобилей с пулемётами и артиллерией — предприняли «крупное наступление» и сейчас находятся «на окраине [Сирта]». Хотя информация на фоне поступавших накануне сообщений об отступлении отрядов Переходного Национального Совета на Сиртском направлении имела противоречивый характер, однако, по словам представителей Военного Совета Мисраты, подчинённые им войска достигли моста Эль-Гарбият, сразу за которым начинается город Сирт, с западной стороны, и «„Тувар Мисрата“ (буквально — „революционеры Мисраты“) сейчас контролируют [западные] выезды из города Сирт». Сообщалось о начале уличных боёв в жилых районах города.
Ряд информагентств поспешил сообщить об успехах наступающих, однако позднее представитель Переходного Национального Совета Ливии Абдулрахман Бусин заявил: «Не знаю, как далеко им удалось продвинуться… Они попали под сильный огонь. Основная угроза исходит от снайперов». Позже Аль-Джазира сообщила об 11 погибших и 34 раненных бойцах НОА и о взятых в плен 40 лоялистах. Однако, однодневный штурм города войскам лояльным новой власти Ливии не удался, и тем не менее войска Национальной армии сумели закрепиться на западных окраинах Сирта, а также захватить
аэропорт Сирта.
16 сентября телеканал Аль-Джазира сообщил об отступлении из жилых районов города Сирт сторонников Переходного Совета в силу ожесточённого сопротивления с участием снайперов и артиллерии сил лоялистов. Таким образом, первый штурм Сирта войсками Национальной армии провалился.

### Вторая попытка штурма Сирта (19 сентября)
19 сентября войска Бригады Мисраты предприняли ещё одну попытку штурма Сирта, не давшую значительных результатов, однако приостановили наступление с целью перегруппировки, а также оставить коридор покидающим город беженцам, по словам которых, гуманитарная ситуация в городе ухудшается.
21 сентября доктор Шухайб-абу-Гарза сообщил, что во время боёв за город накануне трое бойцов войск новой власти было убито, 17 ранено. Всего с начала битвы за Сирт войска переходного Национального Совета потеряли как минимум 45 человек убитыми, более 200 бойцов получили ранения.
23 сентября, как сообщается, активных боевых действий в районе Сирта не велось, однако мирные жители продолжали покидать город, фактически находящийся в осаде. По словам представителей войск новой ливийской власти, город ежедневно покидает «в среднем 400—500 машин». По словам покидающих город беженцев, в Сирте, в котором «нет света, отключили воду, магазины закрыты, а у людей заканчивается еда», невозможно находиться. Другие покидавшие город жители заявляли о препятствовании лоялистами Каддафи выезду мирных жителей из города. По словам одного из жителей, покидавших город — Массуда эль-Адави, "они не хотят, чтоб люди покидали город. Они хотят использовать их в качестве «живого щита».

### Третья попытка штурма Сирта (24 сентября)
24 сентября ряд информагентств сообщил о возобновлении штурма отрядами ПНС города Сирт. Мусса Ибрагим сообщил накануне, якобы жертвами авианаударов НАТО и артиллерии войск ПНС стали «свыше 150 мирных жителей». Проверить данное утверждение не представляется возможным. Другие источники сообщали, что, несмотря на активность снайперов лояльных Каддафи войск в городе, войска Переходного Совета направились к площади Зафран (1 километр от центра Сирта), где, как сообщалось, шли ожесточённые бои. С воздуха силы новой ливийской власти поддерживала авиация НАТО. К середине дня, по сообщениям Аль-Джазиры, Национальная армия заняла район Зафаран находящийся к западу от центра города. Бои за районы в западной части города продолжались. Сообщается, что на этот раз для закрепления успеха, войска новой власти, наступающие с запада, создают оборонительные сооружения (используя контейнеры, показавшие свою эффективность в условиях уличных боёв).
25 сентября поступала противоречивая информация о результатах штурма города накануне. Некоторые источники сообщили о взятии ряда объектов войсками новой власти на западе Сирта (в числе которых назывались Национальный Центр Управления Электроэнергии и телецентр). Однако позже Аль-Джазира сообщила, что войска Национальной армии отступили с центра города из-за высоких потерь (9 человек убито и 97 ранено), большинство из которых вызвано снайперским огнём. Сообщается, что войска Каддафи проводят контратаки ночью.
27 сентября, по словам одного из командующих отрядами ПНС западнее Сирта Тухами Заяни, ему позвонил представившийся одним из старейшин племени аль-Каддафа и попросил о перемирии и предоставлении коридора для выезда из города. Однако, направление выезда, личность звонившего командующему с этим предложением и другие подробности неизвестны.
В этот же день стало известно, что наступавшие накануне отряды ПНС с запада понесли большие потери (7 погибших, в том числе два командира и 40 раненных) из-за снайперского огня. По словам солдат Национальной армии, они не вели огонь с тяжелых орудий из-за угрозы мирным жителям, до сих пор находящимся в городе. Также они сообщают о 25 захваченных накануне наёмниках.
По словам очевидцев, бои также шли в районе гостиницы Махари, которая позднее, как сообщается, была взята наступавшими. Также сообщалось о боях в районе университета.

### Взятие революционерами аэропорта (28 сентября)
28 сентября ополченцы бригад Мисраты фактически прекратили фронтальные атаки на Сирт с западной стороны, сосредоточившись на территории к югу от города. В течение дня появились сообщения о взятии войсками новой ливийской власти аэропорта, что позже подтвердил телеканал Аль-Джазира и агентство Reuters. Последнее добавляет, что ранее аэропорт использовался силами Каддафи как позиция для ракетного и артиллерийского обстрела наступавших.
29 сентября интенсивность боёв 29 сентября возле Сирта, в целом, уменьшилась. На этом фоне гуманитарные организации при ООН, как сообщается, доставила питьевую воду покидающим город беженцам.

### Наступление Восточного фронта НОА на Сирт (16—27 сентября)
На фоне нескольких неудачных попыток сил командования Мисраты во второй половине сентября штурмом взять Сирт в одиночку продолжилось наступление на Сирт войск Национальной армии с востока. К моменту начала битвы за Сирт наступавшие с востока вооружённые силы революционеров, наиболее приближённые из всех повстанческих формирований Ливии к армейской структуре в её классическом понимании, уже контролировали 3/4 побережья от Бреги до Сирта. Однако до самого города, являющегося одним из последних оплотов войск Каддафи, им оставалось ещё пройти не менее 70 километров.
17 сентября на Восточном фронте отряды Национальной армии (бывших повстанцев), как сообщается, сумели овладеть посёлком Харава, откуда накануне поступала противоречивая информация о готовности населения прекратить сопротивление.
19 сентября части Национальной армии, накануне продвинувшись на 20—25 километров в сторону Сирта, овладели посёлком Эс-Султан, находящимся в 50—55 километрах восточнее Сирта. Сообщалось, что наступление в направлении Сирта с востока продолжилось, и вечером того же дня войскам Национальной армии удалось достичь восточного въезда в Сирт. Однако, встретив серьёзное сопротивление, войска бывших повстанцев 20 сентября перегруппировывались в восточных окрестностях Сирта. Как сообщается, у Национальной армии возникла нехватка боеприпасов, вследствие чего наступление на Сирт было приостановлено в районе Камсин в 50 километрах от Сирта.
22 сентября командир Зинтанской бригады Национальной армии на Восточном фронте Мустафа Бин-Дариф сообщил, что наступление его войск на Сирт откладывается на неделю в связи с нехваткой снаряжения и боеприпасов. По его словам, 22 сентября позиции войск новой власти Ливии находились в 25 километрах к востоку от Сирта.
23 сентября один из командующих частями Национальной армии Ахмед Злитни сообщил агентству AFP, что войска новой власти взяли под свой контроль восточный въезд в Сирт. По его словам, «они находятся в двух километрах от восточного въезда в город. Фактически можно сказать, что мы вошли в Сирт с востока». Командующий Мухаммед аль-Марими подтвердил эту информацию, добавив, что «три или четыре бригады вошли [в город] с восточной стороны».
Позже репортёры «Аль-Джазиры» подтвердили эту информацию, уточнив, что наступление велось силами Восточного фронта войск Переходного Совета Ливии (была создана тыловая база войск в посёлке Харава). Во время марш-броска, как сообщается, Национальная армия на этом фронте преодолела 19 километров и закрепилась в 20 километрах от жилых районов Сирта. Также были обнаружены свидетельства того, что солдаты Каддафи прибегали к «чёрной магии».
24 сентября войска Национальной армии восточнее Сирта, как сообщает BBC, от занятых днём ранее позиций у въезда в Сирт (20 километров восточнее жилых районов города), продвинулись на запад ещё на 10 километров. Корреспондент телеканала сообщил о ракетных перестрелках на передовой.
26 сентября Восточный фронт НОА достиг восточных окрестностей Сирта. Затем репортёры «Аль-Джазиры» сообщили, что войска Национальной армии вошли в восточную часть Сирта, где завязались уличные бои.
27 сентября телеканал «Аль-Джазира» сообщил со ссылкой на командующего Зинтанской бригадой Восточного фронта Национальной армии Мустафу Биндердафа о том, что после ночного штурма войска новой власти овладели портом Сирта, однако бои на востоке города продолжались. Однако позже стало известно и о серии контратак, предпринимавшихся лояльными Каддафи силами в этом районе порта и на востоке Сирта в целом. Так, по данным телеканала «Аль-Арабия», в ночь на 28 сентября войскам ПНС пришлось отступить от комплекса Угадугу на 3 километра из-за ожесточённого сопротивления и контрударов, с которыми столкнулись наступавшие с востока соединения. По словам одного из командующих НОА на Восточном фронте, ситуация меняется каждый день: «Один день побеждаем мы, другой день побеждают они». Тем не менее, по его словам, войска новой власти «остаются в районе порта».

### Объединение группировок войск Переходного правительства возле Сирта
1 октября войска новой власти продолжали наступление на Сирт. Предпринимались попытки окружить комплекс Угадугу, который ранее использовался М. Каддафи для приёма иностранных гостей. Согласно поступавшей информации, наступление велось с юга: около 100 автомобилей, в том числе с противотанковыми орудиями и ракетными установками, вошли в город. Плацдармом для наступления стал район «Сиртского кольца», находящегося на пересечении дорог на юг и на восток от города, и которое накануне было захвачено войсками ПНС. Старший командующий силами ПНС сообщил, что участились случаи попыток бегства переодетых в гражданское лояльных Каддафи солдат из города, что также косвенно говорит об ухудшении гуманитарной ситуации в городе, и в частности о нехватке запасов продовольствия. По словам одного из полевых командиров Национальной армии на восточном фронте Али Бадра Юсефа, войскам новой власти удалось отсечь группировку лоялистов в Каср-абу-Хади от города. Порт также, по его словам, 1 октября оставался под контролем сторонников ПНС. Таким образом, войска Восточного фронта Национальной армии соединились с западной группировкой (командование города Мисрата).
2 октября, несмотря на объявленную ПНС ранее паузу в боевых действиях на два дня, бои продолжились. По словам представителей войск новой ливийской власти, город накануне был полностью окружён, и в нём продолжались уличные бои. Стало известно о взятии частями Национальной армии военного штаба батальона Саади Каддафи. Продолжался поток беженцев с города, среди которых, по словам корреспондентов, многие оставались лояльными Каддафи, однако в виду невыносимых условий нахождения в городе, также вынуждены были покинуть его. Всего за 2 октября, по словам одного из полевых командиров Национальной армии Седдика эль-Файтори, из города выехало свыше 1000 машин Однако также сообщается, что многие жители ещё остаются как в Сирте, так и в соседнем Каср Абу-Хади..
3 октября агентство Reuters сообщило о взятии после трёхдневных ожесточённых боёв силами новой власти района Каср Абу-Хади к югу от Сирта. Однако зачистка территории в районе Каср-абу-Хади продолжалась. Каср-абу-Хади является тем местом, где родился полковник М. Каддафи, поэтому его взятие является психологически важным для сторонников ПНС.
Накануне колонна с гуманитарным грузом из-за новой вспышки боевых действий не смогла добраться до города в то время, как на восточном участке фронта войска Национальной армии, как сообщается, смогли продвинуться на 4 километра. Репортёры сообщают о пустых улицах города и покинутых домах, в некоторых из которых были обнаружены стихийные склады с оружием.
4 октября с западной стороны города силы революционеров вели интенсивный огонь по позициям лоялистов в то время, как количество покидающих город жителей, многие из которых поначалу боялись расправ со стороны революционеров, увеличивается с каждым днём.
Накануне организация «Красгого Креста» смогла доставить в больницу Ибн-Сина медицинскую помощь, а также эвакуировать голландскую медсестру, работавшую в этой сиртской больнице. Сообщается, что Национальная армия предпринимала попытки создать коридор к больнице Ибн-Сина, однако встретила ожесточённое сопротивление сторонников Каддафи, в основном со стороны снайперов. Сообщается, что сторонники нового правительства (с участием танков и противотанковых орудий) обстреливали центральную часть города с позиций южнее комплекса Угадугу и больницы Ибн-Сина. Согласно некоторым данным, бои также шли на северо-востоке города, возле побережья.
5 октября в Сирте продолжались уличные бои, постепенно перемещавшиеся ближе к центру города. Интенсивность артиллерийского огня по позициям сторонников нового правительства уменьшилась, в результате революционеры, как сообщается, перехватили инициативу. Агентство Reuters цитирует командующего сил переходного правительства Аделя аль-Хасси, по словам которого, войска революционеров контролируют «больше половины города». Корреспондент Reuters сообщил, что в центральной части города лояльные Каддафи войска продолжали вести огонь, однако, по словам одного из командующих НОА — Ахмеда аль-Обейди, миномётных орудий у обороняющихся не так много.
6 октября по некоторым данным войска Каддафи предприняли контратаку, которое было отбито правительственными войсками, однако темп наступления замедлился. Новые позиции войск Национальной армии в восточной части города находились примерно в километре западнее гостиницы эль-Гардабия на побережье, которая ранее была линией фронта. Уличные бои переместились в район пятиэтажных домов возле побережья. Полевой командир войск новой власти Салех аль-Джаду заявил, что под контролем войск Каддафи остаётся центр города в то время, как большинство мирных жителей уже покинули этот район. По его словам, артиллерия правительственных войск ведёт огонь в том числе и по рыбачьему причалу со стадионом рядом с ним для того, чтоб оставшиеся в центральной части города жители покинули Сирт.

### Наступление войск Переходного правительства в центре города (7—12 октября)
7 октября утром сторонники ПНС с западных окраин Сирта предприняли крупное наступление на город, которое готовилось в течение нескольких дней и приказ о котором был дан накануне, однако столкнулись с ожесточённым сопротивлением, которое, по словам наступавших, на западе города оказывало примерно 800 человек. Войска Национальной армии вели артиллерийский огонь по конференц-центру Угадугу, а также другим районом города, где, как предполагается, сосредоточены очаги сопротивления войск Каддафи.
Одновременно организация «Красного креста» просит стороны воздержаться от ударов по больнице Ибн-Сина, которая, согласно последним данным, находится на линии огня между конфликтующими сторонами. Ожесточённые бои также велись возле и на территории университета. Атака на сам комплекс Угадугу, как позже сообщалось, фактически захлебнулась, поскольку наступавшие столкнулись с сопротивлением с лояльных Каддафи солдат вооружённых гранатомётами и ведущими снайперский огонь. Сообщалось также о новой волне беженцев из города и о потерях войск новой власти, среди которых было не менее 11 убито и свыше 180 ранено. Однако, согласно этому же сообщению, наступавшим удалось овладеть районом, известным как Сабамия («700 домов») в юго-западной части города.
8 октября погодные условия в районе Сирта значительно ухудшились, поднялась песчаная буря. В связи с этим интенсивность боёв значительно снизилась. Однако Национальная армия продолжила наступление, закрепив контроль над взятым накануне районом Сабамия («район 700 домов»), где в основном проживали командующие и офицеры войск Каддафи и где были обнаружены значительные запасы продовольствия. Конференц-центр Угадугу, а также район Эль-Аскрия на юге Сирта, оставался в руках лояльных Каддафи войск. Однако наступавшие с востока войска, лояльные новому ливийскому правительству, перерезали и взяли под контроль шоссе, соединяющее Угадугу с центром города, таким образом окружив группировку войск Каддафи, обороняющих комплекс Угадугу на юге города. Бои также шли за университет, расположенный рядом с комплексом. С Сирта продолжался поток беженцев, многие из которых покидали город пешком. Полевой командир Национальной армии Наджи Мисмари, войска которого наступали в направлении центра Сирта через Мавританский квартал, сообщил, что его силы «освободили 17 семей», оказавшихся в ловушке из-за боевых действий, и вывезли их на своих автомобилях из района боевых действий.
9 октября войскам Национальной армии после ожесточённых боёв накануне ночью овладели университетом, который утром попал под обстрел лояльных Каддафи войск, вследствие чего несколько солдат НОА погибло. Бои продолжались и за комплекс Угадугу, часть которого была взята наступающими. Позже телеканал Аль-Джазира сообщил о взятии наступавшими с востока сторонниками ПНС района Эль-Гиза на побережье. Позже появилась информация, подтверждённая корреспондентом AFP, о полном взятии Национальной армией комплекса Угадугу и больницы Ибн-Сина. По словам врачей, за 2 дня с начала «решающего наступления» сторонников нового правительства на Сирт, революционеры потеряли 23 бойца убитыми и 330 ранеными.
10 октября ночью стало известно о контратаке лояльных Каддафи войск на комплекс Угадугу, больницу Ибн-Сина и университет, которые подверглись миномётному огню. Сообщалось о 7 погибших со стороны революционеров. Ранее сообщалось, что сторонники Каддафи, обороняющиеся в Сирте, контратакуют преимущественно ночью.
Тем не менее, к утру войска нового правительства сохранили контроль над южной частью Сирта, ожесточённые бои продолжались в районе Заафран. По некоторым данным, сторонникам ПНС удалось овладеть также гостиничным комплексом вблизи комплекса Угадугу. Бои перекинулись на центральную часть города и ближе к побережью. Сообщается боях возле телецентра, в районе Аль-Доллар и в центре города, где, по некоторым данным отрядам Национальной армии удалось окружить Зелёную площадь и президентский дворец. По словам представителей войск временного ливийского правительства, их силы находились 10 октября менее чем в 1 километре от Центральной площади Сирта.

### Бои за «Аль-Доллар» и «Район 2» (12—18 октября)
12 октября войска революционеров, наступавшие с востока, вели бои в центре Сирта. Ожесточённые уличные бои велись в районе Аль-Доллар, — одном из последних очагов сопротивления сторонникам нового ливийского правительства, а также в жилом Районе № 2. В общей сложности, по сторонники нового ливийского правительства контролировали на 12 октября до 80 % территории города.
13 октября появилась информация о том, что наступавшими были подавлены почти все очаги сопротивления остатков войск Каддафи в Сирте. Одним из немногих очагов сопротивления оставался Район № 2. Бои шли возле одной из школ, по которой позже наступавшими был нанесён удар с миномётов. Появилась неподтверждённая информация о том, что Муттазим Каддафи мог быть схвачен в Сирте накануне. Однако высокопоставленные чиновники во Временном ливийском правительстве не могли это подтвердить и позже опровергли эту информацию, при этом заявив, что некоторые приближённые к Муттазиму Каддафи бойцы прежнего режима действительно были захвачены.
Позже днём появилась информация об отступлении до 2-х километров войск Переходного ливийского правительства из-за контратаки войск Каддафи в центре Сирта к штабу полиции, захваченному наступавшими ранее с применением ракет и миномётов. Также стало известно, что в некоторых районах в центре города была уничтожена водонапорная башня, после чего вода оказалась на улицах города.
14 октября после отступления накануне, командование Национальной армии усилило свою группировку в Сирте танками, которые до этого мало использовалось в уличных боях в городе. Возобновились бои в районах Аль-Доллар и Район № 2. Командующие Национальной армии сообщили, что в течение шести часов вели огонь с артиллерийских орудий и систем Град по Району № 2 и району Аль-Доллар. О результатах боёв не сообщается, к вечеру бойцы НОА вернулись на исходные позиции вблизи полицейского штаба.
15 октября после артобстрела позиций войск Каддафи в района Аль-Доллар и Район № 2, стало известно о новой контратаке войск Каддафи в городе, после чего войска Переходного правительства отступили к ранее занятым позициям (район полицейского штаба). Сообщается, что огонь также вёлся артиллерией и ракетами.
16 октября, по данным Reuters, бои возле района Аль-Доллар возобновились, однако командование сторонников Переходного правительства воздерживалось от отправки войск на штурм двух остававшихся в руках войск Каддафи районов, вместо этого используя артиллерию и танки. Сообщается также о том, что ещё 30 семей было эвакуировано с района боевых действий в Сирте.
17 октября продолжилась осада силами сторонников Переходного ливийского правительства районов № 2 и Аль-Доллар в то время, как бои несколько стихли. По данным полевых командиров Национальной армии, среди покинувших город беженцев, остававшихся в этих районах, были и ближайшие родственники Муссы Ибрагима — представителя лидера Джамахерии.

### «Решающий штурм» и взятие Сирта (18—20 октября)
18 октября произошёл ожесточённый бой между сторонниками Каддафи и войсками Национальной армии в центральной части Сирта, о котором изначально сведения были крайне противоречивыми.
Как позже выяснилось, войска Национальной армии в Сирте предприняли новую атаку на подконтрольную войскам Каддафи часть города с восточной стороны, в операции приняли участие около 1000 бойцов. Однако атака по времени совпала с контратакой войск Каддафи в этом районе, в итоге за 15 минут как минимум 23 бойца Национальной армии было ранено. Юго-западнее контролируемых войсками Каддафи районов, сторонники Переходного правительства также понесли серьёзные потери. Медики сообщили о 13 погибших бойцах Национальной армии. Среди погибших, как позже выяснилось, оказался и командующий Зинтанской бригады Мустафа Биндердаф, который попал под миномётный огонь.
Однако атака Национальной армии была продолжена, в результате к концу дня стало известно, что сторонники Переходного правительства сумели занять часть района Аль-Доллар, где войска Каддафи ранее в течение недели успешно отбивали атаки правительственных войск. В частности, они штурмовали дом, принадлежавший Аише Каддафи, дочке свергнутого ливийского лидера. Также стало известно, что из Сирта были эвакуированы несколько оказавшихся блокированными в центре города бангладешских семей.
19 октября командующий Зинтанской бригадой Национальной армии Эссам Багхар сообщил агентству AFP о взятии накануне сторонниками Переходного правительства района Аль-Доллар. По его словам, лояльные Каддафи войска в Сирте остаются на подконтрольной им территории в Районе 2, площадь которой составляет менее одного квадратного километра. Сообщается, что сторонники Переходного правительства доставили к району боевых действий бульдозер, который должен был убрать баррикады из контейнеров, расставленных ранее сторонниками Каддафи поперёк улиц в центре города. Также сообщается о наступлении революционеров со стороны побережья в северной части Сирта к овощному рынку в центре города, а также о взятии в плен лояльных Каддафи солдат, в том числе нескольких женщин-снайперов.
20 октября появились сообщения о полном взятии правительственными войсками Сирта. «Решающая атака», как сообщает Associated Press, началась в 8 часов утра и продлилась 90 минут. Незадолго до этого из Района 2 лоялисты попытались выехать на 5 машинах, однако были перехвачены и убиты войсками Национальной армии. Затем началась зачистка захваченных кварталов Сирта. О судьбе Муттазима Каддафи, а также его приближённых, которые, как предполагалось ранее, могли находиться в Сирте, информации не поступало.
В Переходном ливийском правительстве подтвердили взятие Сирта. По словам полковника Юниса аль-Абдали, «Сирт освобождён. Войск Каддафи в нём больше нет».

## Гибель Каддафи
Накануне штурма 20 октября из Сирта в западном направлении выехал конвой из 100 машин, в котором находились лояльные Каддафи войска. По некоторым данным, Муттазим Каддафи, либо сам полковник М. Каддафи или его приближённые, могли находиться в нём. Французская авиация нанесла удар по конвою.
Вскоре появились сообщения Reuters, ссылающегося на представителя Переходного правительства, о том, что сам Муаммар Каддафи был схвачен западнее Сирта бойцами гражданских батальонов Мисраты, при этом получив ранения обеих ног.
По другим данным, он был схвачен в Сирте во время зачистки территории.
По другой версии телеканала, он был убит.
Представитель Переходного ливийского правительства Абдель Маджид Млегта сообщил, что полковник Каддафи скончался от ран вблизи Сирта.
Однако Абдель Хаким Белхадж, председатель Военного Совета Триполи сообщил, что Муаммар Каддафи был взят в плен и транспортировался в Мисурату.
Хотя позже, по данным Aljazeera English, он сообщил, что Каддафи «был убит бойцами», подтвердив информацию о смерти Муаммара Каддафи.
По словам представителя Переходного ливийского правительства Мухаммеда Абдель-Хафи, тело М.Каддафи доставлено в секретное место в целях безопасности. Сын Муаммара Каддафи — Муттазим — как сначала сообщалось, был взят в плен, однако позже телеканал SkyNews сообщил, что он также был убит.

## Репрессии в Сирте против сторонников Каддафи и гражданских жителей
После официального падения города, сторонники ПНС, в частности бойцы наиболее боеспособных подразделений из г. Мисурата начали активное преследование и массовые расстрелы сторонников М. Каддафи. Так правозащитная организация Human Rights Watch (HRW) опубликовала 24 октября официальное заявление, в котором говорилось, что «в заброшенном отеле Сирта мы обнаружили 53 разлагающихся тела, предположительно сторонников М. Каддафи. Руки у некоторых из жертв в момент их убийства были связаны. Ливийские власти должны незамедлительно отреагировать на этот случай, начать расследование обстоятельств произошедшего и привлечь виновных к ответственности». Состояние тел жертв указывает на то, что убийство произошло в промежутке между 14 и 19 октября. Характер ранений, а также найденные на месте убийства магазины от автоматов Калашникова и винтовок FN-1 указывают на то, что большинство погибших были расстреляны на месте. Как выяснили правозащитники, в эти дни район города, где проводились расстрелы, контролировался бойцами подразделения ПНС из Мисураты. Необходимо отметить, что именно эту бригаду подозревают в убийстве без суда и следствия захваченного в плен Муаммара Каддафи и его сына Мутаззима.
26 октября в Сирте и его пригородах представители международного Красного Креста обнаружили тела 267 людей, многие из которых, как считается, были казнены. Большинство из них было сторонниками М. Каддафи. Большинство погребенных были убиты выстрелом в голову, у большинства за спиной связаны руки, что подтверждает расстрелы лоялистов и гражданских уже после захвата их в плен. Прежде чем захоронить убитых, местные власти пересчитали и сфотографировали тела. Эти фотографии власти намеревались показать родственникам казненных. Представители Переходного национального совета Ливии пообещали провести расследование в связи с находкой и наказать виновных в массовой казни.
29 октября в городе были обнаружено ещё одно массовое захоронение — в одном из зданий найдены тела более 50 человек. Агентство Press TV подчеркивает, что характер ран говорит о насильственной причине смерти. Согласно предварительным оценкам, это могут быть тела убитых сторонников Муаммара Каддафи. Мухаммед Муфтах, сотрудник благотворительной организации, занимающейся поиском погибших, заявил, что «там более 50 трупов, мы нашли их в доме, который сильно пострадал от удара самолётов НАТО. Среди убитых женщины и дети. Это ужасно. Пока мы не можем извлечь все тела, для этого нужна специальная техника».